# Koblach
Koblach település Ausztria legnyugatibb tartományának, Vorarlbergnek a Feldkirchi járásában található. Területe 10,24 km², lakosainak száma 4 337 fő, népsűrűsége pedig 420 fő/km² (2014. január 1-jén). A település 456 méteres tengerszint feletti magasságban helyezkedik el.
A település részei: Au, Dürne, Straßenhäuser, Neuburg és Udelberg.

## Fordítás
- Ez a szócikk részben vagy egészben  a   Koblach című angol Wikipédia-szócikk ezen változatának fordításán alapul.  Az eredeti cikk szerkesztőit annak laptörténete sorolja fel. Ez a jelzés csupán a megfogalmazás eredetét és a szerzői jogokat jelzi, nem szolgál a cikkben szereplő információk forrásmegjelöléseként.